# Daniel Gascón

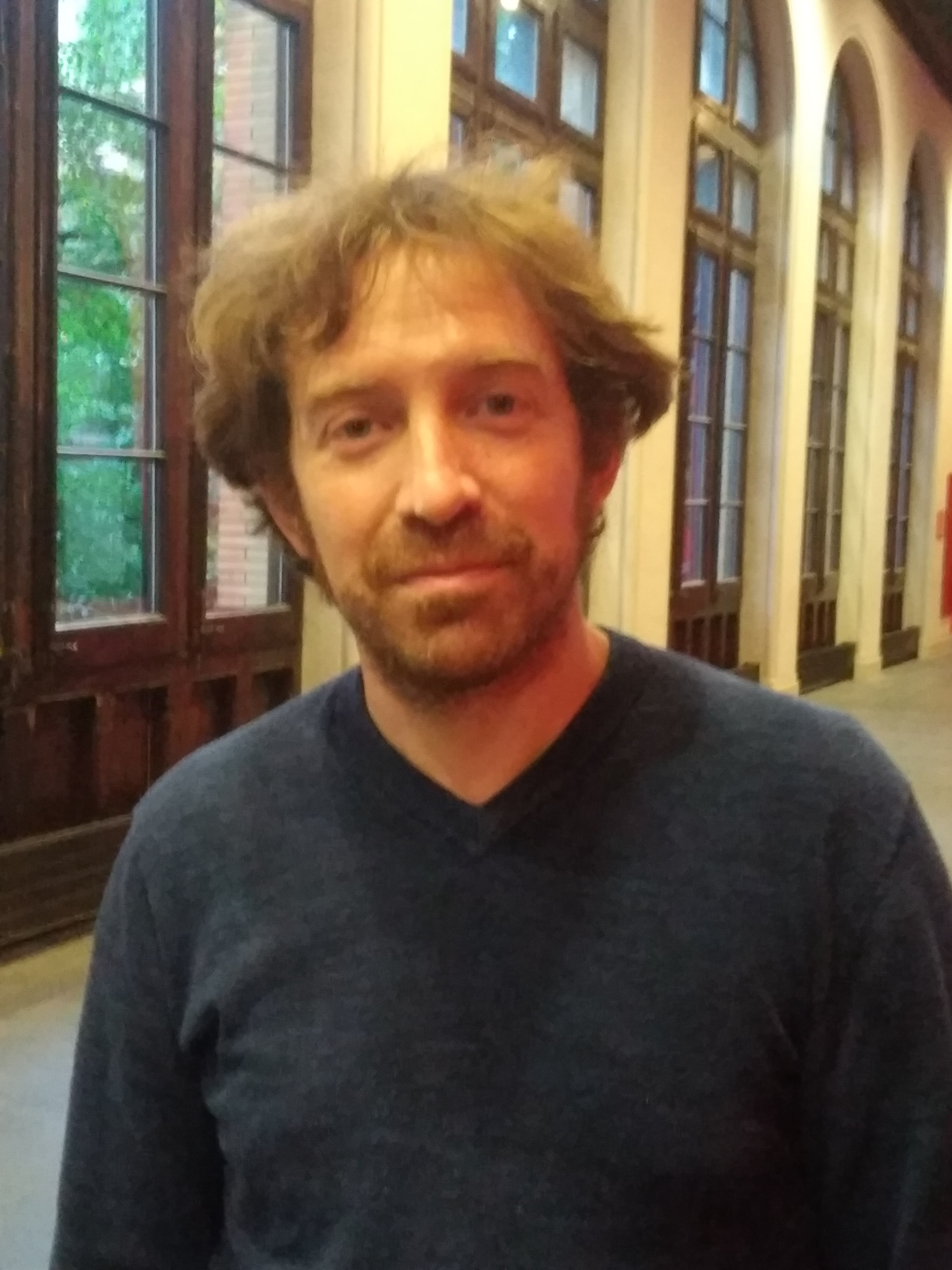
Daniel Gascón

Daniel Gascón (* 1981 in Saragossa) ist ein spanischer Übersetzer, Schriftsteller sowie Drehbuchautor und Herausgeber. Für gewöhnlich wirkt er als Kolumnist in der größten Tageszeitung Spaniens El País mit und leitet die spanische Ausgabe der mexikanischen Kulturzeitschrift Letras libres (deutsch: Freie Buchstaben).

## Werdegang
Nach seinem Hochschulabschluss in englischer und spanischer Philologie an der Universität Saragossa studierte er außerdem an der Universität von East Anglia in Norwich (Vereinigtes Königreich). Er begann seine Karriere als kultureller Kommentator bei der regionalen Tageszeitung El Heraldo de Aragón, bevor er einige Jahre später nach Madrid zog, wo er als Herausgeber und Pressekolumnist arbeitete.
In Zusammenarbeit mit seinem Vater Antón Castro veröffentlichte er 1999 einen Essay über Javier Tomeo, Parábolas y monstruos de Javier Tomeo (deutsch: Gleichnisse und Ungeheuer von Javier Tomeo) und gab 2003 den Sammelband Zaragoza de la Z a la A (deutsch: Saragossa vom Z bis zum A) heraus. Mit seinem Erzählband La edad del pavo (deutsch: Die Flegeljahre) veröffentlichte er 2001 sein erstes Prosawerk. Seinen größten Erfolg hatte er mit den beiden satirischen Erzählungen Un hipster en la España vacía (deutsch: Ein Hipster im leeren Spanien) und La muerte del hipster (deutsch: Der Tod des Hipsters) verzeichnen können.
Politisch positionierte er sich gegen die Unabhängigkeitsbewegungen Kataloniens von 2012 bis 2021, über welche er 2018 den Essay El golpe posmoderno (deutsch: Der postmoderne Putsch) veröffentlichte.
Daniel Gascón wirkte außerdem am Drehbuch des Films Todas las canciones hablan de mí (2010) (deutsch: Alle Lieder erzählen von mir) mit, bei dem Jonás Trueba Regie führte.
Er übersetzte Christopher Hitchens, Saul Bellow, George Steiner, Mark Lilla, Sherman Alexie sowie V.S. Naipaul.

## Bibliographie
- Parábolas y monstruos de Javier Tomeo (1999, in Zusammenarbeit mit Antón Castro)
- La edad del pavo (Xordica, 2001)
- El fumador pasivo (Xordica, 2005)
- La vida cotidiana (Alfabia, 2011)
- Entresuelo (Mondadori, 2013)
- El golpe posmoderno (Debate, 2018)
- Un hipster en la España vacía (Mondadori, 2020)
- La muerte del hipster (Mondadori, 2021)